# ヒラリー・バートン
ヒラリー・バートン（英語: Hilarie Burton、1982年7月1日 - ）は、アメリカ合衆国の女優。

## 来歴
アメリカ合衆国バージニア州スターリングにて生まれた。父親はアンティークコレクター、母親は不動産業者である。
3人の弟ビリー、コンラッド、ジョニーがいる。2000年に地元の高校を卒業後、ニューヨーク大学とフォーダム大学に通い、最終的にフォーダム大学で学士号を取得した。
2000年から2001年までMTVのトータル・リクエスト・ライブにホストとして働いた後、2002年、テレビシリーズの『ドーソンズ・クリーク』にゲスト出演、その後テレビシリーズ『One Tree Hill』で2003年から2009年までペイトン・ソーヤー役で主演した。
テレビシリーズ『One Tree Hill』のペイトン・ソーヤー役で2004年度ティーン・チョイス・アワードのテレビアクトレス：ドラマ/アクション/アドベンチャー部門とブレイクアウトテレビスター部門にノミネートされた。翌年、2005年度ティーン・チョイス・アワードのテレビアクトレス：ドラマ部門にノミネートされた。
2008年、映画『リリィ、はちみつ色の秘密』にデボラ・オーウェンズ役で出演した。
2010年、テレビシリーズ『ホワイトカラー』シーズン2にサラ・エリス役でゲスト出演した後、2011年、シーズン3にメインキャストとしてレギュラー出演している。

## 主な出演作品

### 映画
| 年   | 日本語題 原題                                    | 役名                 | 備考     |
| ---- | ------------------------------------------------ | -------------------- | -------- |
| 2005 | Our Very Own                                     | Bobbie Chester       |          |
| 2007 | Normal Adolescent Behavior                       | Ryan                 |          |
| 2007 | 死霊の棲む森 Solstice                            | アリシア             |          |
| 2008 | The List                                         | Jo Johnston          |          |
| 2008 | リリィ、はちみつ色の秘密 The Secret Life of Bees | デボラ・オーウェンズ |          |
| 2009 | The True-Love Tale of Boyfriend & Girlfriend     | Boyfriend            | 短編映画 |
| 2010 | ブラッドワース家の人々 Bloodworth                | Hazel                |          |

### テレビシリーズ
| 年         | 日本語題 原題                                    | 役名                              | 備考                                              |
| ---------- | ------------------------------------------------ | --------------------------------- | ------------------------------------------------- |
| 2002       | ドーソンズ・クリーク Dawson's Creek              | VJ Hilarie                        | 第5シーズン第19話「100 Light Years from Home」    |
| 2003-2009  | One Tree Hill                                    | ペイトン・ソーヤー                | 計130話出演                                       |
| 2008       | リトル・ブリテンUSA Little Britain USA           | Lesbian Student 1                 | 第1シーズン第6話                                  |
| 2010-2013  | ホワイトカラー White Collar                      | サラ・エリス                      | 計25話出演                                        |
| 2012       | キャッスル 〜ミステリー作家は事件がお好き Castle | ケイ・カップチオ                  | 第4シーズン第13話「ドッグショー殺人事件」         |
| 2013       | グレイズ・アナトミー 恋の解剖学 Gray's Anatomy   | ローレン・ボズウェル              | 計3話出演                                         |
| 2013       | HOSTAGES ホステージ Hostages                     | サマンサ                          | 計4話出演                                         |
| 2014, 2015 | FOREVER Dr.モーガンのNY事件簿 Forever            | アイオナ・ペイン / モリー・ドーズ | 第8話「苦痛のエクスタシー」、第16話「70年代の女」 |
| 2015       | エクスタント Extant                              | アンナ・シェーファー              | 計6話出演                                         |
| 2016-2017  | リーサル・ウェポン Lethal Weapon                 | カレン・パーマー                  | 計6話出演                                         |
| 2021       | ウォーキング・デッド The Walking Dead            | ルシール                          | 第10シーズン 第22話「ここにニーガンあり」         |